# Channa gachua
Channa gachua är en fiskart som först beskrevs av Hamilton 1822.  Channa gachua ingår i släktet Channa och familjen Channidae. IUCN kategoriserar arten globalt som livskraftig. Inga underarter finns listade i Catalogue of Life.